# Sieverdingen

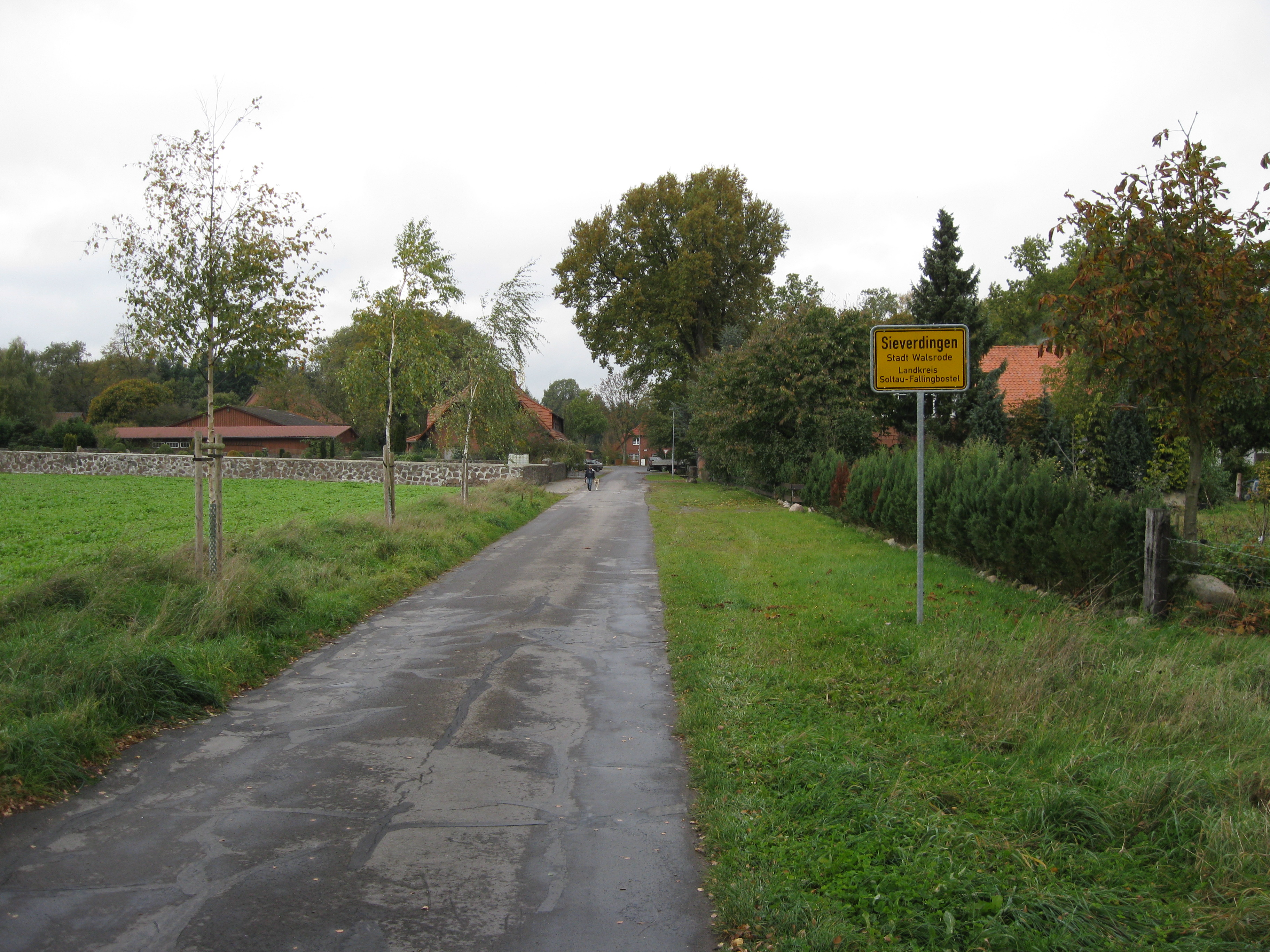
Sieverdingen

Sieverdingen ist der kleinste Ortsteil der Stadt Walsrode im niedersächsischen Landkreis Heidekreis. In dem Heidedorf leben etwa 120 Einwohner auf einer Fläche von 5,8 km².

## Geografie
Sieverdingen liegt im nördlichen Bereich der Stadt Walsrode, etwa acht Kilometer nordwestlich vom Kernort Walsrode.
Nachbargemeinden sind – von Norden aus im Uhrzeigersinn – Bleckwedel, Stellichte, Ebbingen, Walsrode (Kernort), Fulde, Idsingen und Großheins.

## Geschichte
Erstmals 1316, zunächst als „Synerddincghe“, später als „Sievern“, wurde die Ortschaft urkundlich erwähnt. Auf plattdeutsch nennen die Einwohner ihren Ort heute immer noch „Sievern“.
Seit der Gebietsreform, die am 1. März 1974 in Kraft trat, ist die vorher selbstständige Gemeinde Sieverdingen eine von 23 Ortschaften der Stadt Walsrode.

## Politik
Ortsvorsteher ist Jan-Philipp Jost.

## Kultur und Sehenswürdigkeiten
- Den Reiz des kleinen Dorfes machen die schöne Lage und die erhaltene Dorfstruktur aus. Mit ihren großen Hofräumen, teilweise mit dichten Eichenhainen bestanden, existieren die Hofstellen bis heute. Und die wenigen Neubauten passen sich in das Dorfbild ein.
- Direkt von Walsrode nach Sieverdingen führt der Sieverdinger Kirchweg, ein landschaftlich schöner Weg, über den man den Ort zu Fuß und per Rad erreichen kann.

siehe auch Liste der Baudenkmale in Walsrode (Außenbezirke)#Sieverdingen

## Wirtschaft und Infrastruktur
Sieverdingen liegt fernab des großen Verkehrs. Die Bundesautobahn 27 verläuft vier Kilometer entfernt südlich. Die von Bad Fallingbostel über Walsrode und Rethem nach Nienburg führende Bundesstraße 209 verläuft südlich, acht Kilometer entfernt.
In Sieverdingen gibt es keine Straßenbezeichnungen, sondern nur Hausnummern, nach denen sich Einwohner, Postboten, Lieferanten und Besucher orientieren müssen.